# 宋承桓
宋承桓（1957年1月10日—），韓國男演員。

## 影視作品

### 電視劇
- 1995年：KBS《澡堂老板家的男人們》飾演 廉炳烈
- 2000年：MBC《歐巴桑》
- 2002年：KBS《好想談戀愛》
- 2002年：MBC《告白》
- 2004年：MBC《愛爾蘭》飾演 朴社長
- 2006年：MBC《姊姊》飾演 智娜父
- 2008年：SBS《情定泰勒瓦》飾演 梁代表
- 2011年：MBC《能聽見我的心嗎？》飾演 崔鎮植
- 2012年：JTBC《無子無憂》飾演 安熙明
- 2015年：KBS《拜託媽媽》飾演 張哲雄
- 2016年：SBS《對，就是那樣》飾演 劉慶浩
- 2019年：MBC《春夜》飾演 李泰學

### 電影
- 2002年：《拯救老公大作戰》

## 備註
1. ↑  . 京鄉新聞. 1987-08-04  [2021-07-16]. （原始内容存档于2021-07-16）.
2. ↑  . 京鄉新聞. 1981-11-16  [2021-07-16]. （原始内容存档于2021-07-16）.
3. ↑  .   [2017-03-26]. （原始内容存档于2021-06-23）.

## 外部連結
- NAVER